# Hans Richter (konstnär)

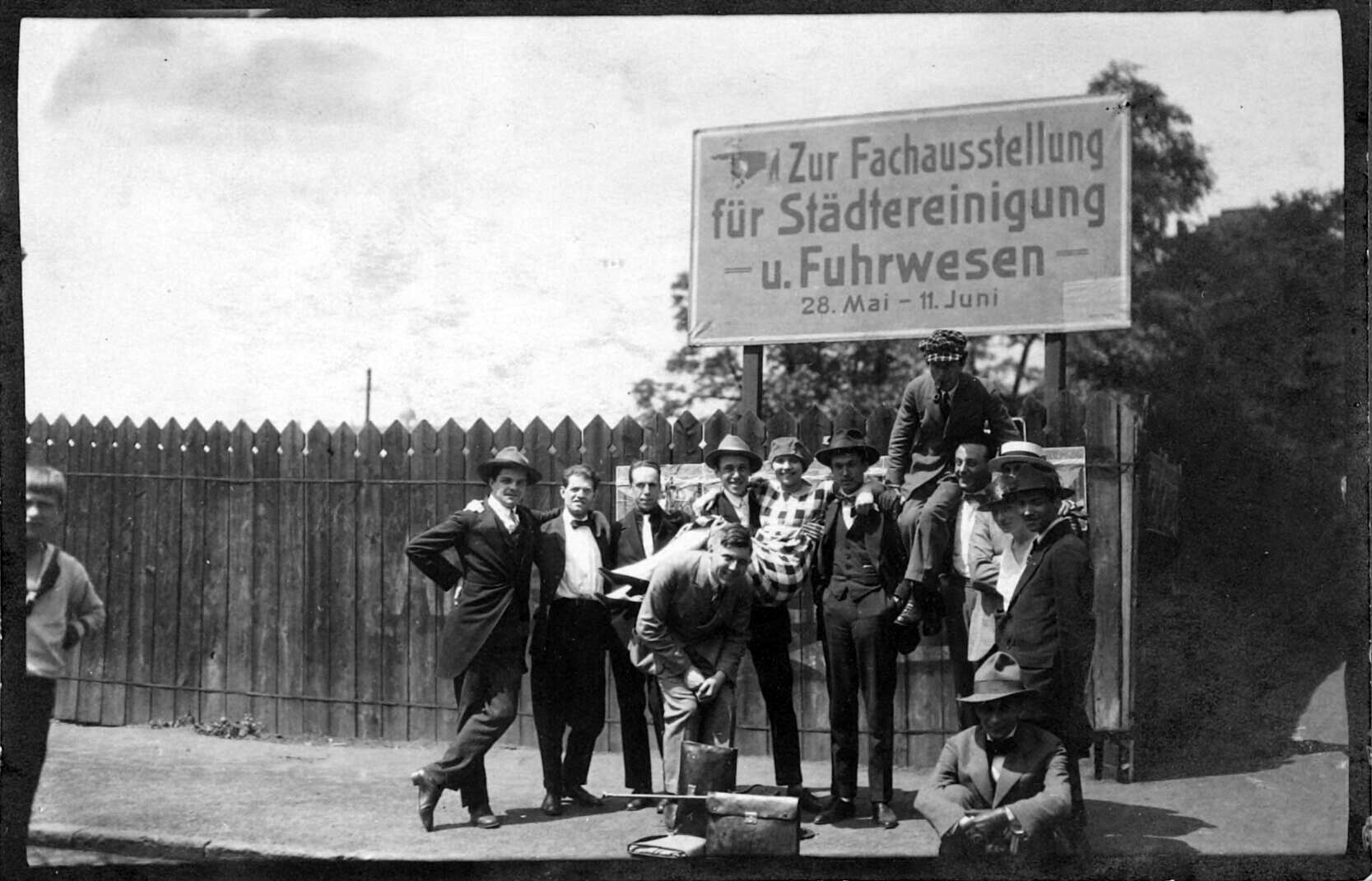
Hans Richter i mitten (hukande), 1922.

Hans Richter, född 6 april 1888 i Berlin i Tyskland, död 1 februari 1976 i Minusio i Schweiz, var en tysk avantgardefilmare och målare.

## Biografi
Hans Richters första kontakter med modern konst skedde 1912 och påverkades 1914 av kubismen innan han hade sin första utställning i München 1916. Samma år blev han sårad och frikallad från armén och flyttade till Zürich där han anslöt sig till Dada-rörelsen.
Richter ansåg att konstnärens uppgift var politisk, att vara politiskt aktiv, att motsätta sig krig och stödja en revolution. Sina första abstrakta verk gjorde han 1917. Året efter lärde han känna Viking Eggeling, som han började göra filmexperiment tillsammans med.
Richter var 1919 en av grundarna av Association of Revolutionary Artists ("Artistes Radicaux") i Zürich. Samma år skapade han sin första Prélude (en orkestrering av ett tema som utvecklats i elva teckningar). År 1920 blev han medlem av den radikala konstnärsföreningen Novembergruppe i Berlin och bidrog till den holländska tidskriften De Stijl.
Under hela sin karriär hävdade han att hans film, Rhythmus 21 (1921) var den absolut första abstrakta filmen som gjorts. Detta påstående var dock inte helt riktigt, för han föregicks av de italienska futuristerna Bruno Corra och Arnaldo Ginna åren 1911–12, men även den tyska konstnären Walter Ruttmann som producerade Lichtspiel Opus 1 år 1920. I vilket fall anses Hans Richter med sin Rhythmus 21 vara en av de konst- och filmhistoriskt viktigaste företrädarna för abstrakt och surrealistisk filmkonst.
I juli 1937 beslagtog det tyska propagandaministeriet den temperamålade akvarellen Farbenordnung / Färgordning av Hans Richter på Provinzial-Museum i Hannover. Den visades senare samma månad på utställningen Entartete Kunst i München. Därefter blev den enligt ett NS-protokoll "zerstört" [förstörd]. Richters färgträsnitt Tänzerin / Danserska beslagtogs senare i augusti på Museum Folkwang i Essen, där SS-Obersturmführer Klaus Graf von Baudissin var museichef. Detta ställdes inte ut, men står också antecknat som "zerstört" i sin proveniens. 
Richter flyttade från Schweiz till USA 1940 och blev amerikansk medborgare. Han undervisade vid Institutet för filmteknik vid City College i New York. Under sin tid i New York regisserade han två filmer, Dreams that Money Can Buy (1947) och 8 x 8: A chess Sonata in 8 Movements (1957) i samarbete med Max Ernst, Jean Cocteau, Paul Bowles, Fernand Léger, Alexander Calder, Marcel Duchamp, Richard Huelsenbeck och andra. Filmerna spelades delvis in på gräsmattan vid hans sommarhus i Southbury, Connecticut.
År 1957 avslutade han en film med titeln Dadascope med originalpoem och prosa lästa av sina skapare Hans Arp,  Marcel Duchamp,  Raoul Hausmann,  Richard Huelsenbeck och Kurt Schwitters.
Efter 1958 tillbringade Richter delar av året i Schweiz, i kantonen Ascona, där han återvände till målningen. Han var också författare till en granskning av Dada-rörelsen med titeln Dada – Kunst und Antikunst (1964), vilken också inkluderade hans reflektioner kring den framväxande neodadaismens konstverk.